# Fukija

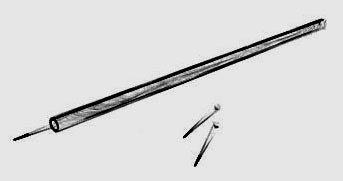
Fukija

A fukija (吹き矢) japán fúvócső. 120 cm hosszú fúvócső, 20 cm körüli nyilakkal. Ellentétben az amerikai stílusú fúvócsövektől, a fukijának nincsen szájdarabja,  a használó szájába veszi és ajkával zárja le a csövet. A fukija nyilait fukibarinak hívják. Hagyomány szerint a fukibarik 5 cm hosszúak.
Japánban a fukiját úgy tartják,  mint a sportíjászat egy válfaját, melyet a JSFA, Japan Sports Fukiya Association, a Japán Sport Fukija Szövetség szervez. A Nemzetközi Fukija Szövetség, az International Fukiya Association (IFA) székhelye Japán, fő célja, hogy népszerűsítse a fukiját. A fő szervezet, az IFA alatt két főbb szervezet működik még, az amerikai (American Association (ASBA)), és a francia (FSBA).

## Történelmi örökség és használat
Gyakran nindzsafegyvernek tartják. Ismert, hogy a múltban számos harcművészeti iskola és a nindzsucu is, mint pld. a Togakure-rjú, közelharccal foglalkozott, használtak fukiját és fukibarákat önmagukban is, mint szenbon.
A jellegzetes ninja fukiya kb. 50 cm, ami rövidebb, mint a sportcélra használtak, ez befolyásolja a hatásos lőtávot. Így, még elméletben is, a ninjának a megfelelő hatás érdekében különleges, mérgezett hegyű nyilakat kellett használnia, és rejtekhelyről kellett lőnie. Legvalószínűbb, hogy mint a dobócsillagokat (shurikeneket), figyelemelterelésként használták.
A fúvócsövet búvárpipaként és szívószálként is használhatták, ezzel is segítve az életben maradást a túlélést a vadonban.
Mindig is lesznek kételkedők, akik rövid lőtávolsága folytán fenntartásokkal élnek a fúvócsővel szemben, hogy valóban hatásos lehetett-e, összehasonlítva az íjjal és nyilvesszőkkel. A fukiya sport igazolta, hogy szakértő kezekben (Mester szint) nagyon pontos lehet.

## A fukija tudományos háttere
A fukija lőtávolságát a méret (átmérő), a súly, a hosszúság, és a cső anyaga határozza meg leginkább. A nyomás a használó kilégzése folytán épül fel a csőben, és a technika, amit a lövő a fújáskor alkalmaz, szintén hatással van a sebességre, amivel a nyíl elhagyja a torkolatot.
A súlynak a cső pontosan tartásánál van szerepe, egy idő után a kar fáradásával egyre erősebb lesz a kivédhetetlen remegés,  a lövések pontatlanabbak lesznek.

## A fukija sport
Mint minden sportnak, a fukijának is van előírása a felszerelésre. Általában véve, az IFA által felállított nemzetközi szabályok kevésbé szigorúak, mint a JSFA szabályai. Jelenleg a nemzetközi előírások a következőek:

### Felszerelés
Lehet saját kezűleg készített (A japán versenyek saját kezűleg készített felszerelést írnak elő)

### A cső
hossza: 120 cm (4 láb); Otthoni gyakorlásra a tanulók használhatnak egy 50 cm-es csövet, 5-6 méterre helyezett céllal
átmérő: 13 mm (0.51 hüvelyk), ha lehetséges; 12 és 13 mm között elfogadható, így a 0.50 (½ " , fél hüvelykes) elfogadott a nemzetközi versenyeken
súly: 150 g a kezdőknek, 600g a haladóknak
nyíl: néha a nyíl alakú megengedett, tölcsér alakú elfogadott, az előírások kis mértékben változhatnak, kb. 20 cm hosszúak
nyíl súlya: 0,8 g

### A verseny
távolság a céltól: 10 m, 8 m mozgáskorlátozottaknak, 6 m kezdőknek (5-6 m a rövid csővel történő gyakorló táv)
nyilak száma: 30
cél: 3 koncentrikus kör
belső kör/bulls-eye: 6 cm átmérőjű, 7 pont
középső kör: 12 cm átmérőjű, 5 pont
külső kör: 18 cm átmérőjű, 3 pont
cél középpontja a talajtól: 160 cm (90 cm a kerekesszékeseknek)
pontszámítás: 6 kör, körönként 5 lövés, a maximum 210 pont
időkorlát: az összes, 30 lövés leadása nem haladhatja meg a 25 percet, ez magában kell, hogy foglalja a lövést, az eredmények rögzítését, a dárdák visszaszerzését, és a csőtisztítást is
követelmények (a továbbjutáshoz elérendő minimum pontszám):
3 kjú: 60 pont
2 kjú: 75 pont
1 kjú: 90-105 pont (szövetségtől függ)
sodan: 105-119 pont (szövetségtől függ)
2 dan: 120 pont
3 dan: 150 pont
4 dan: 162 pont
5 dan: 175 pont
Mester fokozat I.I: háromszor 186 pont megszerzésekor.